# Liste des monuments historiques de Lubbeek
Cette page regroupe l'ensemble des monuments classés de la ville belge de Lubbeek.
| Objet                                                       | Statut du classement? | Année de construction/architecte | Section communale | Adresse            | Coordonnées                      | Numéro d'inventaire | Illustration                              |
| ----------------------------------------------------------- | --------------------- | -------------------------------- | ----------------- | ------------------ | -------------------------------- | ------------------- | ----------------------------------------- |
| (nl) Elektromechanische maalderij Wierinckx / Gasthuismolen | Oui                   |                                  | Pellenberg        | Molenstraat        | 50° 52′ 51″ nord, 4° 47′ 30″ est | 200050              | Téléverser                                |
| (nl) Rood Kasteel of Kasteel De Beauffort                   | Oui                   |                                  | Linden            | Diestsesteenweg 29 | 50° 53′ 27″ nord, 4° 45′ 49″ est | 200052              | (nl) Rood Kasteel of Kasteel De Beauffort |
| (nl) Goorbroekhof                                           | Oui                   |                                  | Lubbeek           | Wauwerdries 31     | 50° 53′ 37″ nord, 4° 51′ 50″ est | 200081              | Téléverser                                |
| Église Saint-Martin de Lubbeek                              | Oui                   |                                  | Lubbeek           | Dorpsstraat        | 50° 52′ 53″ nord, 4° 50′ 32″ est | 42632               | Église Saint-Martin de Lubbeek            |
| (nl) Dekenij, dubbelhuis 1757                               | Oui                   |                                  | Lubbeek           | Binkomstraat 10    | 50° 52′ 57″ nord, 4° 50′ 45″ est | 42633               | Téléverser                                |
| (nl) Langshuis Anno 1733                                    |                       |                                  | Lubbeek           | Dorpskring 3       | 50° 52′ 55″ nord, 4° 50′ 34″ est | 42635               | Téléverser                                |
| (nl) Langshuis Anno 1733                                    |                       |                                  | Lubbeek           | Dorpskring 4       | 50° 52′ 55″ nord, 4° 50′ 34″ est | 42635               | Téléverser                                |
| (nl) Dubbelhuis                                             |                       |                                  | Lubbeek           | Dorpskring 5       | 50° 52′ 55″ nord, 4° 50′ 32″ est | 42636               | Téléverser                                |
| (nl) Woning ca. 1800                                        |                       |                                  | Lubbeek           | Dorpskring 13      | 50° 52′ 51″ nord, 4° 50′ 28″ est | 42637               | Téléverser                                |
| (nl) Herendaelhoeve, pachthof van de Parkabdij              |                       |                                  | Lubbeek           | Herendaal 23       | 50° 52′ 18″ nord, 4° 48′ 32″ est | 42638               | Téléverser                                |
| (nl) Mierenhof of Hof ter Meren, hoeve 1750                 |                       |                                  | Lubbeek           | Heurbeek 29        | 50° 52′ 28″ nord, 4° 51′ 22″ est | 42639               | Téléverser                                |
| (nl) Onze-Lieve-Vrouwekapel                                 |                       |                                  | Lubbeek           | Grotendries        | 50° 53′ 03″ nord, 4° 51′ 08″ est | 42642               | Téléverser                                |
| (nl) Kasteel                                                |                       |                                  | Lubbeek           | Binkomstraat 14    | 50° 52′ 57″ nord, 4° 51′ 11″ est | 42643               | Téléverser                                |
| (nl) Parochiekerk Sint-Kwinten                              |                       |                                  | Linden            | Kerkdreef          | 50° 53′ 45″ nord, 4° 46′ 03″ est | 42644               | (nl) Parochiekerk Sint-Kwinten            |
| (nl) Langshuis                                              |                       |                                  | Linden            | Gemeentestraat 35  | 50° 53′ 43″ nord, 4° 46′ 16″ est | 42645               | (nl) Langshuis                            |
| (nl) Kasteelhoeve XVIII A                                   | Oui                   |                                  | Linden            | Kerkdreef 1        | 50° 53′ 44″ nord, 4° 45′ 49″ est | 42646               | Téléverser                                |
| (nl) Kasteelhoeve XVIII A                                   | Oui                   |                                  | Linden            | Kerkdreef 3        | 50° 53′ 44″ nord, 4° 45′ 49″ est | 42646               | Téléverser                                |
| (nl) Afspanning In den Engel 1786, dubbelhuis               |                       |                                  | Linden            | Kortrijkstraat 4   | 50° 53′ 40″ nord, 4° 44′ 59″ est | 42647               | Téléverser                                |
| (nl) Huis XVIII B In de Roos                                |                       |                                  | Linden            | Diestsesteenweg 69 | 50° 53′ 24″ nord, 4° 46′ 12″ est | 42649               | Téléverser                                |
| (nl) Huis XVIII B In de Roos                                |                       |                                  | Linden            | Diestsesteenweg 71 | 50° 53′ 24″ nord, 4° 46′ 12″ est | 42649               | Téléverser                                |
| (nl) Huis XVIII B In de Roos                                |                       |                                  | Linden            | Diestsesteenweg 73 | 50° 53′ 24″ nord, 4° 46′ 12″ est | 42649               | Téléverser                                |
| (nl) Parochiekerk Sint-Jan-de-Doper                         |                       |                                  | Binkom            | Kerkstraat 1       | 50° 52′ 16″ nord, 4° 53′ 02″ est | 42650               | (nl) Parochiekerk Sint-Jan-de-Doper       |
| (nl) Huis met aanhorigheid uit XVIII B                      |                       |                                  | Binkom            | Tiensesteenweg 67  | 50° 52′ 15″ nord, 4° 53′ 07″ est | 42651               | Téléverser                                |
| (nl) Dorpswoning 1789                                       |                       |                                  | Binkom            | Tiensesteenweg 65  | 50° 52′ 16″ nord, 4° 53′ 06″ est | 42652               | Téléverser                                |
| (nl) Pastorie, dubbelhuis                                   |                       |                                  | Binkom            | Kerkstraat 4       | 50° 52′ 13″ nord, 4° 53′ 03″ est | 42653               | Téléverser                                |
| (nl) Woonhuis XVIII                                         |                       |                                  | Binkom            | Tiensesteenweg 91  | 50° 52′ 05″ nord, 4° 53′ 17″ est | 42654               | Téléverser                                |
| Église Saint-Pierre de Pellenberg                           | Oui                   |                                  | Pellenberg        | Kerkplein          | 50° 52′ 13″ nord, 4° 47′ 38″ est | 42661               | Église Saint-Pierre de Pellenberg         |
| (nl) Sint-Annakapel                                         |                       |                                  | Pellenberg        | Kapelstraat        | 50° 52′ 35″ nord, 4° 47′ 38″ est | 42662               | Téléverser                                |
| (nl) Gasthuishof, hoeve                                     |                       |                                  | Pellenberg        | Molenstraat 62     | 50° 52′ 57″ nord, 4° 47′ 20″ est | 42663               | Téléverser                                |
| (nl) Tweeverdiepingshuis                                    |                       |                                  | Lubbeek           | Dorpskring 27      | 50° 52′ 54″ nord, 4° 50′ 34″ est | 83619               | Téléverser                                |